# جواو موريلي
جواو موريلي (بالبرتغالية: João Morelli Neto‏) هو لاعب كرة قدم برازيلي، ولد في 11 مارس 1996 في ساو باولو في البرازيل. لعب مع ليفاديا تالين.